# ۄ
Wāw rond ‹ ۄ › est une lettre additionnelle de l’alphabet arabe qui est utilisée dans l’écriture du cachemiri. Elle est composée d’un wāw ‹ و › diacrité d’un rond ou d’une boucle.

## Utilisation
En cachemiri, ‹ ۄ › représente une voyelle mi-ouverte postérieure arrondie [ɔ].